# Meade
Meade és una ciutat i seu del Comtat de Meade (Kansas) dels Estats Units d'Amèrica.

## Demografia
Segons el cens dels Estats Units del 2000 Meade tenia 1.672 habitants, 654 habitatges, i 451 famílies. La densitat de població era de 672,5 habitants/km².
Dels 654 habitatges en un 33,2% hi vivien nens de menys de 18 anys, en un 60,6% hi vivien parelles casades, en un 5,7% dones solteres, i en un 31% no eren unitats familiars. En el 29,4% dels habitatges hi vivien persones soles el 17,7% de les quals corresponia a persones de 65 anys o més que vivien soles. El nombre mitjà de persones vivint en cada habitatge era de 2,44 i el nombre mitjà de persones que vivien en cada família era de 3,03.
Per edats la població es repartia de la següent manera: un 26,7% tenia menys de 18 anys, un 5,9% entre 18 i 24, un 25,7% entre 25 i 44, un 19,4% de 45 a 60 i un 22,2% 65 anys o més.
L'edat mediana era de 40 anys. Per cada 100 dones de 18 o més anys hi havia 89,6 homes.
La renda mediana per habitatge era de 32.583 $ i la renda mediana per família de 40.357 $. Els homes tenien una renda mediana de 27.813 $ mentre que les dones 20.764 $. La renda per capita de la població era de 15.910 $. Entorn del 3,9% de les famílies i el 5,7% de la població estaven per davall del llindar de pobresa.

## Poblacions properes
El següent diagrama mostra les poblacions més properes.